# Momelotinib
Momelotinib (INN, trước đây là GS-0387, CYT-387) là chất ức chế của Janus kinase JAK1 và JAK2, đóng vai trò là đối thủ cạnh tranh ATP với giá trị IC50 lần lượt là 11 và 18 nM. Các chất ức chế là đáng kể ít hoạt động đối với kinase khác, bao gồm JAK3 (IC 50 = 0,16 μM).
Kể từ năm 2011, momelotinib đang được phát triển như một loại thuốc điều trị bệnh tủy và hiện đang trải qua các thử nghiệm lâm sàng giai đoạn I/II. Các chỉ định điều trị tiềm năng bổ sung cho momelotinib bao gồm các khối u nguyên bào cơ khác, ung thư (khối u rắn và lỏng) và các tình trạng viêm.
Tính đến năm 2016, momelotinib đang bị điều tra vì myelofibrosis chính hoặc hậu đa hồng cầu vera hoặc hậu tăng tiểu cầu thiết yếu myelofibrosis (post-PV / ET MF), cũng như điều trị tái phát hoặc vật liệu chịu lửa di căn ung thư tuyến tụy ống động mạch (kết hợp với capecitabine và oxaliplatin).

## Khám phá
Thuốc đầu tiên được phát hiện bởi Úc công ty phát hiện ma túy Cytopia, sau đó được phát triển bởi YM BioSciences Inc (kể từ khi được mua lại bởi Gilead Sciences như năm 2013).

## Người giới thiệu
1. ↑  "International Nonproprietary Names for Pharmaceutical Substances (INN). Proposed International Nonproprietary Names: List 107" (PDF). World Health Organization. tr. 189. Bản gốc (PDF) lưu trữ ngày 30 tháng 7 năm 2020. Truy cập ngày 16 tháng 7 năm 2016.
2. ↑  Pardanani, A; Lasho, T; Smith, G; Burns, CJ; Fantino, E; Tefferi, A (tháng 8 năm 2009). "CYT387, a Selective JAK1/JAK2 Inhibitor: in vitro Assessment of Kinase Selectivity and Preclinical Studies Using Cell Lines and Primary Cells from Polycythemia vera Patients" (PDF). Leukemia. Quyển 23 số 8. tr. 1441–5. doi:10.1038/leu.2009.50. PMID 19295546. Truy cập ngày 16 tháng 7 năm 2016.
3. ↑  Pardanani, A; Vannucchi, AM; Passamonti, F; Cervantes, F; Barbui, T; Tefferi, A (tháng 2 năm 2011). "JAK Inhibitor Therapy for Myelofibrosis: Critical Assessment of Value and Limitations" (PDF). Leukemia. Quyển 25 số 2. tr. 218–25. doi:10.1038/leu.2010.269. PMID 21079613. Truy cập ngày 16 tháng 7 năm 2016.
4. ↑  "Momelotinib in Transfusion-Dependent Adults with Primary Myelofibrosis (PMF) or Post-polycythemia Vera or Post-essential Thrombocythemia Myelofibrosis (Post-PV/ET MF)". ClinicalTrials.gov. Truy cập ngày 16 tháng 7 năm 2016.
5. ↑  "Momelotinib Combined with Capecitabine and Oxaliplatin in Adults with Relapsed/Refractory Metastatic Pancreatic Ductal Adenocarcinoma". ClinicalTrials.gov. Truy cập ngày 16 tháng 7 năm 2016.